# Bayard Rustin

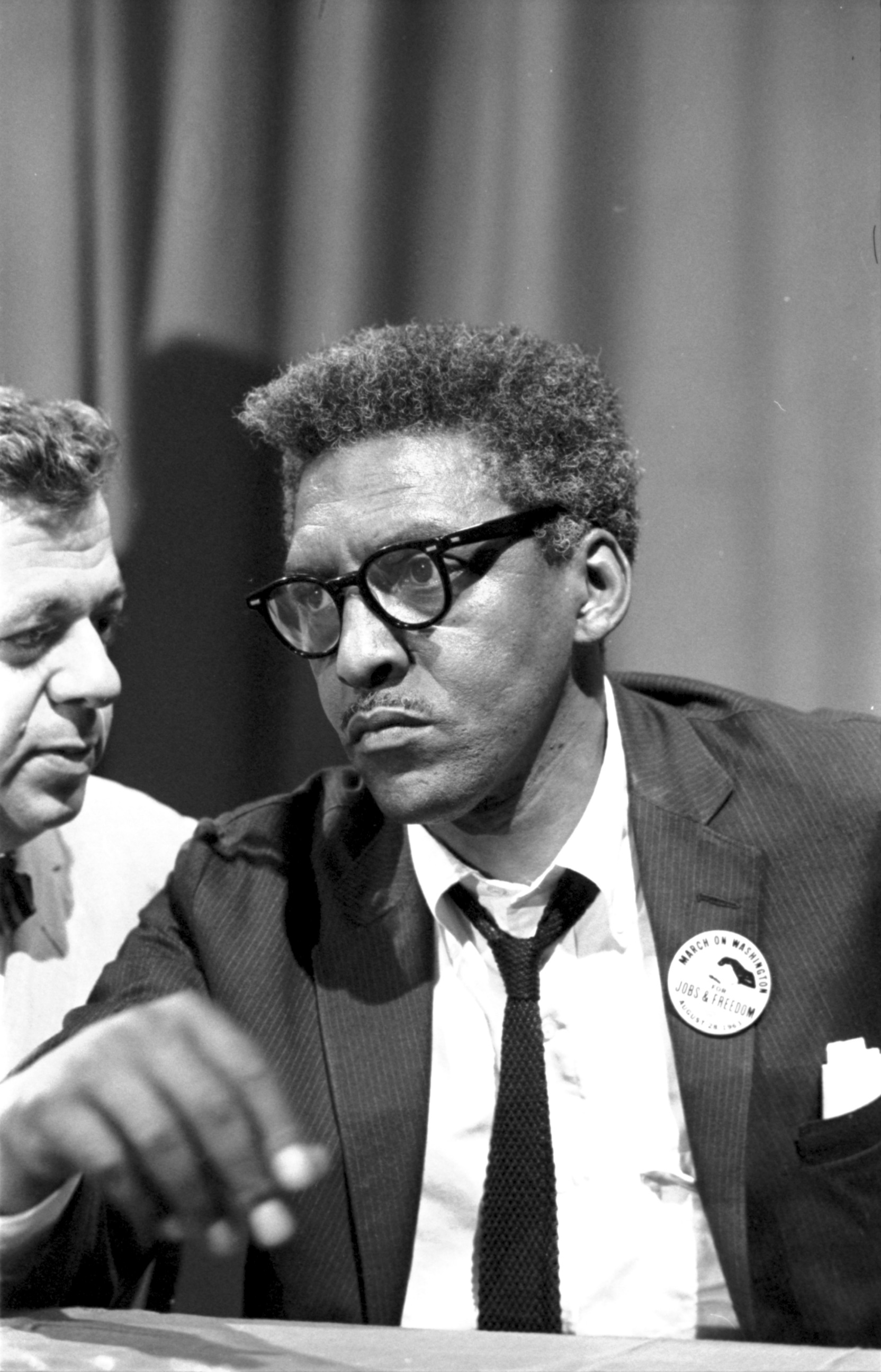
Bayard Rustin (1963)

Bayard Rustin (* 17. März 1912 in West Chester (Pennsylvania); † 24. August 1987 in New York City) war ein US-amerikanischer Bürgerrechts-Aktivist, der hauptsächlich hinter den Kulissen wirkte. Er war Afroamerikaner, Vorbereiter und treibende Kraft der Bürgerrechtsbewegung und beriet Martin Luther King, Jr. in Fragen des gewaltfreien Widerstandes. Rustin war offen schwul und war in den letzten Jahren seiner Karriere Anwalt für LGBT-Fälle.

## Jugend
Rustin war das außereheliche Kind von Florence Rustin und Archie Hopkins und wurde von den Eltern seiner Mutter aufgezogen. Rustins Großmutter Julia war Quäkerin, auch wenn sie die African Methodist Episcopal Church ihres Mannes besuchte. Sie war Mitglied der National Association for the Advancement of Colored People (NAACP). NAACP-Führer wie W.E.B. Du Bois und James Weldon Johnson waren regelmäßig Gäste der Rustins. So beeinflusst engagierte sich Rustin schon in seiner Jugend gegen die diskriminierenden Jim-Crow-Gesetze dieser Zeit.
Ab 1932 ging Rustin zur privaten Wilberforce University in Ohio, verließ sie aber 1936 vor den Abschlussprüfungen. Er wechselte zum Lehrerkolleg Cheyney State, der heutigen Cheyney University of Pennsylvania. Nachdem er einen Aktivisten-Lehrgang des American Friends Service Committee absolviert hatte, zog Rustin 1937 um nach Harlem und begann ein Studium am City College of New York. Dort arbeitete er mit am Fall der Scottsboro Boys – neun junge Schwarze, die fälschlich angeklagt waren, zwei weiße Frauen vergewaltigt zu haben. 1936 wurde er Mitglied der Young Communist League.

## Entwicklung der Beziehungen
Die Kommunistische Partei der USA (CPUSA) hatte ursprünglich die Bürgerrechtsbewegung stark unterstützt; nachdem aber Deutschland 1941 in die Sowjetunion einmarschiert war, ordnete die Komintern die Rückstellung dieser Forderung hinter dem Eintreten für den Eintritt der USA in den Zweiten Weltkrieg durch die CPUSA an. Desillusioniert von diesem als Verrat wahrgenommenen Paradigmenwechsel begann Rustin, mit anti-kommunistischen Sozialisten wie dem Gewerkschafter A. Philip Randolph und dem Pazifisten A. J. Muste, Leiter der Fellowship of Reconciliation (FOR), zusammenzuarbeiten.
Diese drei schlugen den „Marsch auf Washington“ vor, um gegen Rassendiskriminierung in der US Army zu protestieren; aber der Marsch wurde abgesagt, nachdem Präsident Franklin D. Roosevelt am 25. Juni 1941 ein Gesetz unterzeichnete, das Diskriminierung in der Rüstungsindustrie und in staatlichen Behörden untersagte. Rustin reiste auch nach Kalifornien, um den Besitz der japanischen Amerikaner zu schützen, die nach dem Angriff auf Pearl Harbor in Lager gesperrt worden waren. Beeindruckt von Rustins organisatorischen Fähigkeiten, ernannte Muste ihn zu FORs Sekretär für studentische und allgemeine Angelegenheiten.
1942 half Rustin zwei anderen FOR-Mitarbeitern, George Houser und James L. Farmer, Jr., und einer dritten Aktivistin, Berniece Fisher, bei der Gründung des Congress of Racial Equality (CORE). Rustin gehörte nicht selbst zu den Gründern, sondern war, wie Farmer und Houser später sagten, „ein Onkel von CORE“. CORE war als pazifistische Organisation geplant, basierend auf den Schriften von Henry David Thoreau und organisiert nach dem Vorbild von Gandhis gewaltfreiem Widerstand gegen die britische Herrschaft in Indien. Die Pazifisten Rustin und Houser und andere FOR- und CORE-Mitarbeiter wurden inhaftiert, weil sie als Kriegsdienstverweigerer gegen das Allgemeine Mobilmachungsgesetz (Selective Service Act of 1940) verstießen.
Rustin saß von 1944 bis 1946 im Gefängnis, von wo aus er Proteste gegen die Rassentrennung in Restaurants sowie für die Befreiung Indiens organisierte. Auch nach seiner Entlassung wurde er immer wieder inhaftiert, weil er gegen die britische Herrschaft in Indien und Afrika protestierte.

## Einfluss in der Bürgerrechtsbewegung
Rustin und Houser organisierten 1947 die Journey of Reconciliation (Versöhnungsreise). Dies war die erste der Freedom Rides, mit denen das Urteil des Supreme Courts getestet wurde, das Rassendiskriminierung bei zwischenstaatlichen Reisen verbot. Die NAACP war entschieden gegen COREs Gandhi-Taktiken, und Teilnehmer der Versöhnungsreise wurden mehrmals verhaftet. Rustin wurde 1947 zusammen mit Igal Roodenko von einem Richter in North Carolina zu 30 Tagen als Kettensträfling verurteilt, weil er „die Bräuche des Südens“ missachtet habe.
1948 reiste Rustin nach Indien, um gewaltfreie Techniken direkt von den Anführern der Gandhi-Bewegung zu lernen. Zwischen 1947 und 1952 traf sich Rustin mit den Führern der Unabhängigkeitsbewegungen von Ghana und Nigeria und gründete 1951 das Komitee zur Unterstützung des Widerstands in Südafrika, aus dem später das American Committee on Africa wurde. 1953 wurde Rustin in Pasadena (Kalifornien) verhaftet. Zunächst angeklagt wegen Landstreicherei und unzüchtigen Verhaltens, bekannte er sich dann schuldig im geringeren Anklagepunkt „sexuelle Perversion“ und musste für 60 Tage ins Gefängnis. So wurde seine Homosexualität, die damals noch in den gesamten USA unter Strafe stand, zum ersten Mal öffentlich. Nach seiner Verurteilung wurde er von FOR entlassen; er wurde Geschäftsführer der War Resisters International.
Rustin gehörte, auf seinen Wunsch anonym, zum Autorenteam des einflussreichen und heftig diskutierten pazifistischen Essays „Speak Truth to Power: A Quaker Search for an Alternative to Violence“, veröffentlicht 1955. Es analysierte den Kalten Krieg und empfahl gewaltfreie Lösungen.
1956 nahm Rustin sich eine Auszeit von den War Resisters, um Martin Luther King Jr. über Gandhi-Taktiken zu beraten, als King den Busboykott in Montgomery plante. Im Jahr darauf begannen Rustin und King, die Southern Christian Leadership Conference (SCLC) zu organisieren. Viele afroamerikanische Funktionäre waren besorgt, dass Rustins offene Homosexualität und kommunistische Vergangenheit der Bürgerrechtsbewegung schaden könnte. Der Abgeordnete Adam Clayton Powell Jr. erzwang 1960 Rustins Rücktritt aus der SCLC.
Als Rustin und Randolph 1963 den „Marsch auf Washington für Arbeit und Freiheit“ vorbereiteten, beschimpfte Senator Strom Thurmond Rustin als „Kommunisten, Drückeberger und Homosexuellen“ und zeigte ein FBI-Foto von Rustin, auf dem er mit Dr. King spricht, als dieser gerade badet. Damit wollte er eine homosexuelle Beziehung zwischen beiden andeuten, was beide Männer abstritten. Trotz Kings Unterstützung erlaubte der NAACP-Vorsitzende Roy Wilkins keine öffentliche Anerkennung für Rustins Leistung bei der Organisation des Marsches.
Nach Verabschiedung des Civil Rights Act of 1964 und des Voting Rights Act 1965 befürwortete Rustin engere Verbindungen zwischen der Bürgerrechtsbewegung und der Demokratischen Partei und ihrer gewerkschaftlichen Basis. Rustin unterstützte anfangs die Vietnampolitik von Präsident Lyndon B. Johnson; als jedoch der Krieg eskalierte und die Programme der Demokraten für Rassenversöhnung und zur Arbeitsreform verdrängte, kehrte Rustin zu seinen pazifistischen Wurzeln zurück. Dennoch wurde er von der aufkommenden Black-Power-Bewegung, deren Identitätspolitik er ablehnte, als Verräter gesehen.
In den frühen 1970ern war Rustin Mitglied des Kuratoriums der University of Notre Dame.
Während der 1970er und 1980er Jahre arbeitete Rustin als Menschenrechts- und Wahlbeobachter für die NGO Freedom House und wurde als Sachverständiger bei der Beratung der Gay Rights Bill des Staates New York gehört. Er forderte die Organisationen der Schwulen und Lesben auf, sich für alle Minderheiten einzusetzen. 1986, ein Jahr vor seinem Tod, sagte Rustin: „Das Barometer, wo wir in Fragen der Menschenrechte stehen, ist nicht mehr die schwarze Community, es ist die schwule Community. Das ist die Gruppe, die am leichtesten misshandelt werden kann.“
Rustin starb am 24. August 1987 in New York City an den Folgen eines perforierten Wurmfortsatzes. Er hinterließ seinen langjährigen Lebenspartner Walter Naegle, der sein Nachlassverwalter und Archivar ist.
In New York City und seiner Heimatstadt West Chester wurden zwei Highschools nach ihm benannt.
2013 bekam Rustin von Präsident Barack Obama postum die Presidential Medal of Freedom verliehen.

## Film
Im Jahr 2023 ist mit Rustin eine Filmbiografie veröffentlicht worden. Die Titelrolle übernahm der schwule Darsteller Colman Domingo.